# 山脇春樹

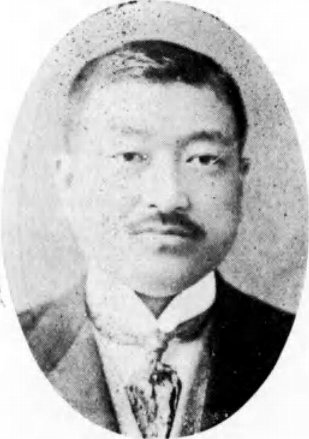
山脇春樹

山脇 春樹（やまわき はるき、1871年7月11日（明治4年5月24日） - 1948年（昭和23年）1月3日）は、日本の農商務・内務官僚、教育者。官選県知事、山脇高等女学校長。旧姓・畑田。

## 経歴
京都府出身。畑田清平の四男として生まれ、1901年5月、山脇玄の養子となる。第一高等学校を卒業。1899年、東京帝国大学法科大学政治学科を卒業。同年11月、文官高等試験行政科試験に合格。大蔵省に入省し主計局属となる。
以後、司税官を経て農商務省に転じ、農商務大臣秘書官に就任。さらに、農商務書記官、商務局商事課長、台湾総督府専売局長、臨時博覧会事務官長などを歴任。
1916年10月、山梨県知事に就任。教育の振興などに尽力。その他、3月11日の恩賜林記念日の制定、武田神社創建を推進した。1919年4月、三重県知事に転任。不況下の中で、県予算の編成は土木事業を中心にして他の支出を抑制する内容とした。1922年10月、栃木県知事に転任。1924年6月、愛知県知事に転任。1926年9月、知事を休職。1928年9月27日に休職満期となり退官した。
その後、養母の跡を継ぎ山脇高等女学校長を務めた。

## 栄典
位階
- 1919年（大正8年）1月30日 - 正四位[9]
- 1924年（大正13年）3月29日 - 従三位[10]
- 1928年（昭和3年）10月8日 - 正三位[11]

勲章等
- 1903年（明治36年）12月14日 - 勲六等単光旭日章[12]
- 1906年（明治39年）4月1日 - 勲五等瑞宝章[13]

## 親族
- 養母 山脇房子（山脇女子実修学校長）